# Ирала, Элиан
Элиан Матео Ирала (исп. Elián Mateo Irala; род. 6 июля 2004, Кастелар, Буэнос-Айрес) — аргентинский футболист полузащитник, клуба «Сан-Лоренсо».

## Клубная карьера
Ирала — воспитанник клуба «Сан-Лоренсо». 28 января 2023 года в матче против «Арсенала» из Саранди он дебютировал в аргентинской Примере.